# Cerro Peró
De Cerro Peró (Guaraní Yvyty Perõ, kale berg), ook bekend als Cerro Tres Kandú is met 842 meter de hoogste bergtop van Paraguay. De berg ligt in het departement Guairá en maakt deel uit van het nationale park Ybytyruzú.